# Geoffroy de La Haye
Geoffroy de La Haye, mort le 13 avril  1323,  est un prélat français du XIVe siècle. Il est archevêque de Tours de 1312 à 1323. Il est le fils de Philippe, seigneur de La Haye, et d'Isabelle de Passavant. Deux conciles eurent lieu sous son épiscopat. le premier à Saumur en 1315, et le deuxième à Château-Gontier, en 1320.